# Liste des guerres du Qatar
Cette liste regroupe les guerres et conflits ayant vu la participation du Qatar. Voici une légende facilitant la lecture de l'issue des guerres ci-dessous :
- Victoire qatari
- Défaite qatari
- Autre résultat (par exemple un traité ou une paix sans un résultat clair, un statu quo ante bellum, un résultat inconnu ou indécis)
- Conflit en cours

## État du Qatar
| Début             | Fin             | Nom du conflit                 | Belligérants | Belligérants              | Lieu                                  | Issue |
| Début             | Fin             | Nom du conflit                 | Alliés (y compris le Qatar) | Ennemis                   | Lieu                                  | Issue |
| ----------------- | --------------- | ------------------------------ | --- | ------------------------- | ------------------------------------- | --- |
| 2 août 1990       | 28 février 1991 | Guerre du Golfe                | Coalition : Australie Belgique Canada Argentine Corée du Sud États-Unis Espagne France Grèce Allemagne Pays-Bas Nouvelle-Zélande Arabie saoudite Bangladesh Turquie Royaume-Uni Bahreïn Égypte Émirats arabes unis Danemark Koweït Kurdistan irakien Oman Italie Honduras Hongrie Maroc Qatar Nigeria Niger Norvège Pakistan Portugal Pologne Roumanie Sénégal Sierra Leone Singapour Suède Syrie Tchécoslovaquie | Irak                      | Irak, Koweït, Arabie saoudite, Israël | Victoire de la Coalition, imposition de sanction à l'encontre de l'Irak, retrait des forces d'invasion irakiennes du Koweït |
| 15 février 2011   | 23 octobre 2011 | Guerre civile libyenne         | Conseil national de transition ONU Qatar Émirats arabes unis Jordanie Soudan Égypte Tunisie OTAN : France Royaume-Uni États-Unis Canada Belgique Italie | Jamahiriya arabe libyenne | Libye                                 | Victoire des coalisés Chute de la Jamahiriya arabe libyenne                                                                 |
| 19 septembre 2014 | —               | Guerre contre l'État islamique | Coalition internationale : Allemagne Arabie saoudite Australie Bahreïn Belgique Canada Danemark Égypte Émirats arabes unis Espagne États-Unis France Irak Italie Jordanie Koweït Liban Nouvelle-Zélande Pays-Bas Qatar Royaume-Uni Turquie Syrie Iran | État islamique            | Syrie et Irak                         | en cours |